# Deficiência auditiva unilateral
A Deficiência auditiva unilateral, ou Surdez unilateral, é um tipo de deficiência auditiva onde existe audição normal em um ouvido e a diminuição da audição no ouvido oposto, enquanto o outro ouvido mantém a audição dentro dos parâmetros normais. Embora a perda auditiva unilateral possa ser menos percebida do que a perda auditiva bilateral, ela pode causar desafios significativos no dia a dia, afetando a localização do som, a comunicação em ambientes ruidosos e o desempenho acadêmico e social, especialmente em crianças.  
Classificação e Tipos de Perda Auditiva Unilateral  
A perda auditiva unilateral pode ser classificada de acordo com sua intensidade e a causa que a origina:  
1. Por Intensidade:  
  - Leve: Limiar auditivo entre 16 e 25 dB HL no ouvido afetado.  
  - Moderada: Limiar entre 26 e 40 dB HL.  
  - Severa: Limiar entre 41 e 70 dB HL.  
  - Profunda: Limiar acima de 70 dB HL.  
2. Por Causa:  
  - Congênita: Perda auditiva presente desde o nascimento, podendo ser de origem genética ou devido a infecções perinatais (como citomegalovírus ou rubéola).  
  - Adquirida: Pode ser causada por infecções do ouvido (como otite média), trauma craniano, exposição a ruídos intensos, ototoxicidade ou doenças como a caxumba ou meningite.
O sistema auditivo é dividido anatomicamente em 3 partes:
- Orelha externa: que é constituída pelo pavilhão auricular (orelha) e pelo meato acústico externo (canal auditivo) que auxiliam na captação do som e na sua condução;
- Orelha média: que é composta pela membrana timpânica, tuba auditiva e de três ossículos (martelo, bigorna e estribo). Essa cadeia ossicular é responsável pela transmissão e amplificação do som para a orelha interna;
- Orelha interna: composta por uma série de cavidades que constitui o labirinto ósseo, anterior a ele está a cóclea, medialmente o vestíbulo e posteriormente, os canais semicirculares.

## Sintomas
As consequências da surdez unilateral serão diferentes da surdez bilateral. A função auditiva é consideravelmente afetada, como a localização dos sons, o reconhecimento de fala na presença de ruído e a integração binaural estarão comprometidos e terão implicações no desenvolvimento e manutenção das habilidades auditivas na criança e no adulto.
Outras consequências da perda auditiva unilateral serão:
- Escutar / compreender a conversa no lado com a perda auditiva
- Alterações de equilíbrio
- Alterações de fala e de linguagem
- A capacidade de segregação figura/fundo auditiva é severamente afetada
- Compreender falas na presença de ruído de fundo ou reverberação
- Dificuldades interpessoais e nas relações sociais e emocionais, resultantes das dificuldades de comunicação
- Emocionais, não sendo capaz de se comunicar como todos outros acaba se sentindo, frustrada, zangada, deprimida e pode apresentar comportamento agressivo.
- O nível de dependência também um fator que implica em sentimentos negativos, ocasionando o isolamento[3]

A  surdez unilateral também afeta negativamente a percepção auditiva de modo à tornar impossível para a pessoa determinar a direção, distância e movimento de fontes de som, o que resulta em maiores riscos de atropelamento ou de acidentes em situações que necessitem sua percepção sonora do movimento. Em uma avaliação com um questionário contendo aspectos relacionados à fala, percepção espacial e escala de qualidade de escuta (SSQ), a SSD foi diagnosticada como tendo maior impacto debilitante do que a perda auditiva de grau severo em ambos os ouvidos.
Em condições ideais de silêncio, a compreensão da fala não é pior do que a de uma pessoa com audição normal; entretanto, em um ambiente relativamente ruidoso a compreensão da fala é severamente afetada de acordo com o grau de perda auditiva do ouvido afetado.
Quando utilizados fones de ouvido estéreo, pessoas com perda auditiva unilateral serão capazes de ouvir apenas um canal, portanto a informação posicional (volume e tempo entre os canais) é perdida. Alguns instrumentos podem ser ouvidos com mais ênfase que outros se estiverem mixados predominantemente em um canal e, em casos extremos de produção musical (como separação estéreo total ou stereo-switching), apenas parte da composição pode ser ouvida; em jogos e filme que utilizem efeitos sonoros 3D, o som parecerá embaralhado e será interpretado incorretamente. A audição de video-conferências também é bastante dificultada, especialmente aquelas com transmissão em estéreo. Vários destes aspectos podem ser contornados selecionando-se a opção de som monoaural existente em alguns aparelhos, ou através do uso de adaptadores estéreo-para-mono externos, entretanto alguma qualidade do som é perdida. Por exemplo, se houver um pequeno atraso no som entre os dois canais, eles serão mixados de estéreo para mono causando ruído reverberativo ao invés da profundidade percebida por alguém com audição estéreo normal.
Crianças em idade escolar com perda auditiva unilateral tendem a ter notas piores e requerer assistência educacional. Este não é o caso de todas. Mas os portadores podem ser percebidos como tendo dificuldades comportamentais.

## Causas e Prevalência
Perdas auditivas unilaterais podem ser de fator condutivo, mistas e sensorioneurais.
Entre as causas mais comuns nos casos de perda condutiva, encontram-se as más formações na orelha externa e média, rolhas de cera e otites. As perdas condutivas representam de 70 a 85% das perdas auditivas unilaterais, sendo predominantes na orelha direita e em crianças do sexo masculino.
A etiologia das perdas auditivas sensorioneurais unilaterais depende de fatores genéticos, malformações da orelha interna, infecções, uso de ototóxicos, exposição prolongada ao ruído, traumatismos e causas desconhecidas.
A prevalência da perda auditiva unilateral em recém-nascidos varia entre 0,3 e 1 a cada 1000 crianças, já em crianças em idade escolar esse número aumenta para 1 e 5 crianças a cada 1000, o que indica uma falha nas triagens auditivas e o uso de critérios diferentes em hospitais.
O diagnóstico é realizado por meio de uma avaliação auditiva completa, incluindo:  
1. Audiometria tonal: Para medir os limiares auditivos em diversas frequências.
2. Imitanciometria: Para avaliar a função da orelha média.
3. Ressonância Magnética ou Tomografia Computadorizada: Quando necessário, para investigar possíveis anomalias anatômicas ou lesões no sistema auditivo.
4. Avaliação do Processamento Auditivo Central: Avaliação do processamento auditivo em situações de complexidade, como na presença de ruídos.  
Impactos da Perda Auditiva Unilateral  
Embora a perda auditiva unilateral seja muitas vezes menos perceptível, ela pode afetar várias áreas do desenvolvimento e do funcionamento diário. Os principais impactos incluem:  
1. Desempenho Acadêmico  
  - Crianças com perda auditiva unilateral podem ter dificuldades na compreensão de fala, especialmente em ambientes escolares ruidosos. Estudos indicam que esses indivíduos apresentam um risco aumentado de problemas de aprendizagem, especialmente em relação à leitura e à compreensão de informações faladas.  
2. Problemas de Comunicação
  - A perda auditiva unilateral pode dificultar a comunicação, especialmente em ambientes com múltiplas fontes sonoras. A capacidade de perceber a direção de onde os sons vêm (localização sonora) também pode ser prejudicada, o que afeta a capacidade de interagir socialmente.  
3. Aspectos Psicológicos e Sociais
  - Crianças e adultos com perda auditiva unilateral podem sentir-se isolados ou com dificuldades em socializar devido ao esforço auditivo adicional para entender a fala em ambientes desafiadores. Isso pode levar a uma diminuição na autoestima e em habilidades sociais.  
4. Desafios na Orientação Espacial
  - A perda auditiva unilateral pode interferir na capacidade de orientar-se no espaço, o que tem implicações significativas na segurança (por exemplo, dificuldade em detectar sons de tráfego, alarmes, ou pessoas se aproximando).  

## Tratamentos e Intervenções
As intervenções fonoaudiológicas vem como um meio de amenizar as queixas, principalmente em crianças com queixas de dificuldades educacionais. Atualmente com a identificação precoce de crianças com perda auditiva unilateral, o fonoaudiólogo pode lidar com as necessidades das crianças com diagnóstico, propondo avaliações e terapias para reduzir os problemas de linguagem ocasionados pela perda auditiva. Crianças com perdas auditivas tem maiores chances de fracassarem no ambiente escolar, pois enfrentam mais desafios que as outras crianças

### Dispositivos Eletrônicos
O aprendizado do sistema nervoso central por "plasticidade", ou a maturação biológica com o passar do tempo não são capazes de melhorar o desempenho da audição monoaural. Em adição aos métodos convencionais para melhoria do desempenho no ouvido afetado, existem métodos especificamente adaptados para a perda unilateral que devem ser de acordo com o grau da perda. Os aparelhos auditivos têm como objetivo a amplificação dos sons, melhorando a sensibilidade auditiva, a qualidade auditiva, a percepção da fala, por meio da tecnologia e do processamento de sinal.
- Aparelho auditivo convencional: há pouca adaptação de aparelhos AASI em bebês até os seis meses de idade, apesar de estarem sendo diagnosticadas precocemente, só começam a adaptação entre 24 e 36 meses,[11] o uso e adaptação tardia está ligada diretamente com as dificuldades da confirmação da perda ou por opção dos pais que, não percebem grandes alterações no comportamento da criança e acabam não aderindo o AASI[12]
- Aparelho auditivo do tipo CROS (Contralateral Routing of Signals): indicado para os indivíduos que apresentam perda auditiva unilateral total, Sendo compostos por um microfone colocado próximo ao ouvido afetado e um receptor próximo ao ouvido normal, as duas unidades são conectadas seja por um fio, ou por conexão wireless, captam o som a partir do ouvido com pior audição e transmitem para o ouvido com melhor audição, desta forma o paciente consegue escutar os sons que ocorrem do lado oposto.[13]
  - CIC CROS transcranial é composto por um aparelho auditivo de condução óssea inserido completamente no canal auditivo. Um dispositivo de condução aérea de alta potência é encaixado profundamente no ouvido do paciente. A vibração das paredes ósseas do canal auditivo e ouvido médio estimula a audição normal por meios de condução óssea pelo crânio
  - Aparelhos CROS do tipo BAHA (Bone Anchored Hearing Aid) são indicados para pacientes com perda auditivas severas e profundas, é utilizada quando os aparelhos convencionais não suprem a necessidade do paciente. Um pino de suporte é implantado cirurgicamente e transmite o som do lado do ouvido surdo através de via óssea para estimular a cóclea do ouvido oposto que tenha audição normal. Um estudo do sistema BAHA mostrou-se benefício dependendo da atenuação transcranial do paciente. Outro estudo mostrou que a localização espacial e a percepção da fala sob ruído não melhoraram, mas o efeito da sombra da cabeça foi reduzido.

Na Alemanha e Canadá, o implante coclear tem sido utilizado com grande efetividade no tratamento da perda auditiva unilateral, recuperando boa parte da audição estereofônica e minimizando os impactos da perda e a qualidade de vida do paciente.
De modo geral, esse tipo de surdez não é reversível e o paciente pode apenas tratar a condição para melhorar sua qualidade de vida, mas não recuperar sua audição.
A prevenção da perda auditiva unilateral inclui medidas como:  
- Vacinação: A imunização contra doenças como caxumba e meningite pode reduzir o risco de perda auditiva unilateral.
- Proteção contra ruídos: O uso de protetores auriculares em ambientes ruidosos pode prevenir danos auditivos.  
- Tratamento precoce de infecções: O tratamento adequado e rápido de infecções do ouvido pode prevenir complicações e perda auditiva permanente.  

### Evolução
Até 2012 haviam apenas estudos de pequena escala comparando os sistemas CROSS.